# AJ Saint-Georges
El AJ Saint-Georges es un equipo de fútbol de Guayana Francesa que juega en la Promoción de Honor de Guayana Francesa, la segunda categoría de fútbol en el país.

## Historia
Fue fundado en el año 1968 en la capital Cayenne y es uno de los equipos más ganadores del Campeonato Nacional de la Guayana Francesa, la cual ha ganado en 6 ocasiones y en la que participó por última vez en la temporada 2013/14.
El club también ha ganado la Copa de Guayana Francesa en 14 oportunidades y ha participado en la Copa de Francia en 6 ocasiones, en donde en solo una ocasión logró superar la primera ronda.

## Palmarés
- Campeonato Nacional de la Guayana Francesa: 6[3]

1964/65, 1982/83, 1983/84, 1998/99, 1999/2000, 2001/02
- Copa de Guayana Francesa: 14[4]

1959/60, 1964/65, 1965/66, 1968/69, 1970/71, 1979/80, 1982/83, 1983/84, 1984/85, 1989/90, 1999/00, 2000/01, 2002/03, 2003/04
- Coupe Municipalité de Cayenne: 1[4]

2009

## El club en la Estructura del Fútbol Francés
- Copa de Francia: 6 apariciones

1966/67, 1975/76, 1980/81, 1996/97, 1997/98, 1999/00

### Series Ganadas
- 1980/81 - AJ Saint-Georges 0-0 Véloce Vannes US (aet, 7-6 pen), (ronda 7)

## Jugadores

### Jugadores destacados
- Gary Pigrée